# Jenn Tran
Jennifer Tran (Hillsdale, Nueva Jersey, 24 de noviembre de 1997) es una personalidad de televisión estadounidense de origen vietnamita que apareció en la vigesimoctava temporada de The Bachelor y protagonizó la vigesimoprimera temporada de The Bachelorette. Es la primera estadounidense de origen asiático en protagonizar una temporada en la historia de la franquicia de Bachelor.

## Primeros años
Tran nació y creció en Hillsdale, Nueva Jersey, hija de inmigrantes vietnamitas. Es budista y tiene un hermano mayor, James. Se graduó de la secundaria Pascack Valley en 2016, donde jugó al baloncesto y al lacrosse.
Tran asistió a la Universidad de Pittsburgh durante dos años, antes de trasladarse a la Universidad de Wisconsin-Madison, donde fue miembro de la hermandad Alpha Phi. Se licenció en Biología Molecular en 2020. Antes de aparecer en The Bachelor, Tran era estudiante de posgrado en la Universidad Barry de Miami en el programa de asistentes médicos. Está previsto que se gradúe en 2025 con una maestría en ciencias médicas clínicas.

## Carrera

### The Bachelor
En septiembre de 2023, Tran fue revelada como concursante de la temporada 28 de The Bachelor, protagonizada por el profesor de tenis Joey Graziadei. Terminó en quinto lugar, con Graziadei eliminándola en la última ceremonia de eliminación antes del regreso a casa.

### The Bachelorette
Tran fue anunciada como protagonista de la vigesimoprimera temporada de The Bachelorette el 25 de marzo de 2024, durante el especial After the Final Rose. El 16 de mayo de 2024 se comprometió con Devin Strader, pero él rompió el compromiso por teléfono en agosto de 2024.

### Dancing with the Stars
El 4 de septiembre de 2024, Tran fue anunciada como concursante de la temporada 33 de Dancing with the Stars, formando pareja con el bailarín profesional Sasha Farber. Fue un casting de última hora.  Ellos fueron eliminados en la sexta semana de competencia, quedando en el séptimo puesto.

## Filmografía
| Año  | Título                 | Papel      | Notas                                 |
| ---- | ---------------------- | ---------- | ------------------------------------- |
| 2024 | The Bachelor           | Ella misma | Concursante; temporada 28; 5.º puesto |
| 2024 | The Bachelorette       | Ella misma | Protagonista; temporada 21            |
| 2024 | Dancing with the Stars | Ella misma | Concursante; temporada 33; 7.º puesto |